# Галакси (компания)
Группа компаний «Галакси» (Armenian: Գալաքսի ընկերությունների խումբ; English: Galaxy Group of Companies) — это армянская холдинговая компания, которая осуществляет свою деятельность в Армении, Грузии и Беларуси.
«Галакси» управляет 15 компаниями, в том числе телекоммуникационным оператором Ucom, торгово-развлекательным центром Yervan Mall, гостиницей Courtyard by Marriott и салон-магазином дорогих ювелирных изделий и часов Chronograph.

## История
Группа компаний «Галакси» была основана в 1999 году Гургеном Хачатряном и его братьями. На первом этапе они начинали с торговой точки, затем расширили свою деятельность. Megafood — одна из крупных компаний в составе «Галакси», начала свою деятельность в 1999 году, Ucom — в 2009 году, TI’Me — в 2012 году, в 2015 году группа компаний приобрела французскую телекоммуникационную компанию Orange, произошло слияние с Ucom.
«Галакси» вышла на грузинский рынок в 2012 году под брендом Chronograph, а затем — TI’ME, а в 2017 году — на белорусский рынок со своими брендами TI’ME и Pandora. В 2019—2020 годах было анонсировано, что в Армении будут представлены гостиница Courtyard by Marriott и сеть французских кафетериев PAUL.

## Экономическое влияние
Своими продуктами и услугами группа компаний «Галакси» входит в каждое третье домохозяйство Армении. Согласно официальной статистике 2018 года, в холдинге работало 3 тысячи человек. В 2019 году число сотрудников составляло 2864 человека, «Галакси» продолжала лидировать в списке крупных работодателей Армении.
«Галакси» в 2020 году в виде налоговых платежей внесла в госбюджет Армении сумму около $31 млн, что примерно на $4 млн больше по сравнению с аналогичным показателем 2018 года.
В 2019 году «Галакси» объявила о строительстве Парка инноваций и технологий в Ереване, который предусмотрен для 6000 сотрудников.

## Социальное влияние
Группа компаний «Галакси» реализует программы социальной ответственности в сфере образования, развития бизнеса, искусства и культуры, литературы, а также программы социальной помощи для пожилых людей, детей и Фонда страхования военнослужащих.
Основатели группы компаний «Галакси» являются одними из крупнейших спонсоров Армии обороны РА и содействуют безопасности линии обороны за счет соответствующих систем.